# Smålandsfarvandet
Smålandsfarvandet (även Smålandshavet) är ett danskt sund och bukt. Det är centralt beläget i den syddanska övärlden, mellan Själland, Lolland, Falster och Møn. Det förbinder Stora Bält med Östersjön.

## Geografi och befolkning
Till ytan är den breda och öppna bukten – inklusive Karrebæksminde Bugt – 908 km² stor. I buktens sydliga del finns den 249 km² stora Sakskøbing Fjord. Vattendjupet är i medeltal 10 meter, och nära Venegrunde och Kirkegrund är medeldjupet 6 meter. Salthalten i vattnet minskar längre österut.
I området runt Smålandsfarvandet bor cirka 335 000 människor, varav cirka 255 000 i tätorter. Avrinningsområdet för de vattendrag som rinner ut i Smålandsfarvandet är på cirka 3 445 kvadratkilometer, och detta innefattar det mesta av Lolland och Falster, södra delen av Själland samt ett hörn av Møn. Dessa vattendrag har en sammanlangd längd på cirka 1 348 kilometer, och här finns 60 insjöar som är mer än 5 hektar stora. Kusten runt Smålandsfarvandet omfattar 18 kustavsnitt och 46 olika grundvattentäkter.
Öster om Smålandsfarvandet finns bland annat Storstrømmen, mellan Själland och Falster.

## Galleri

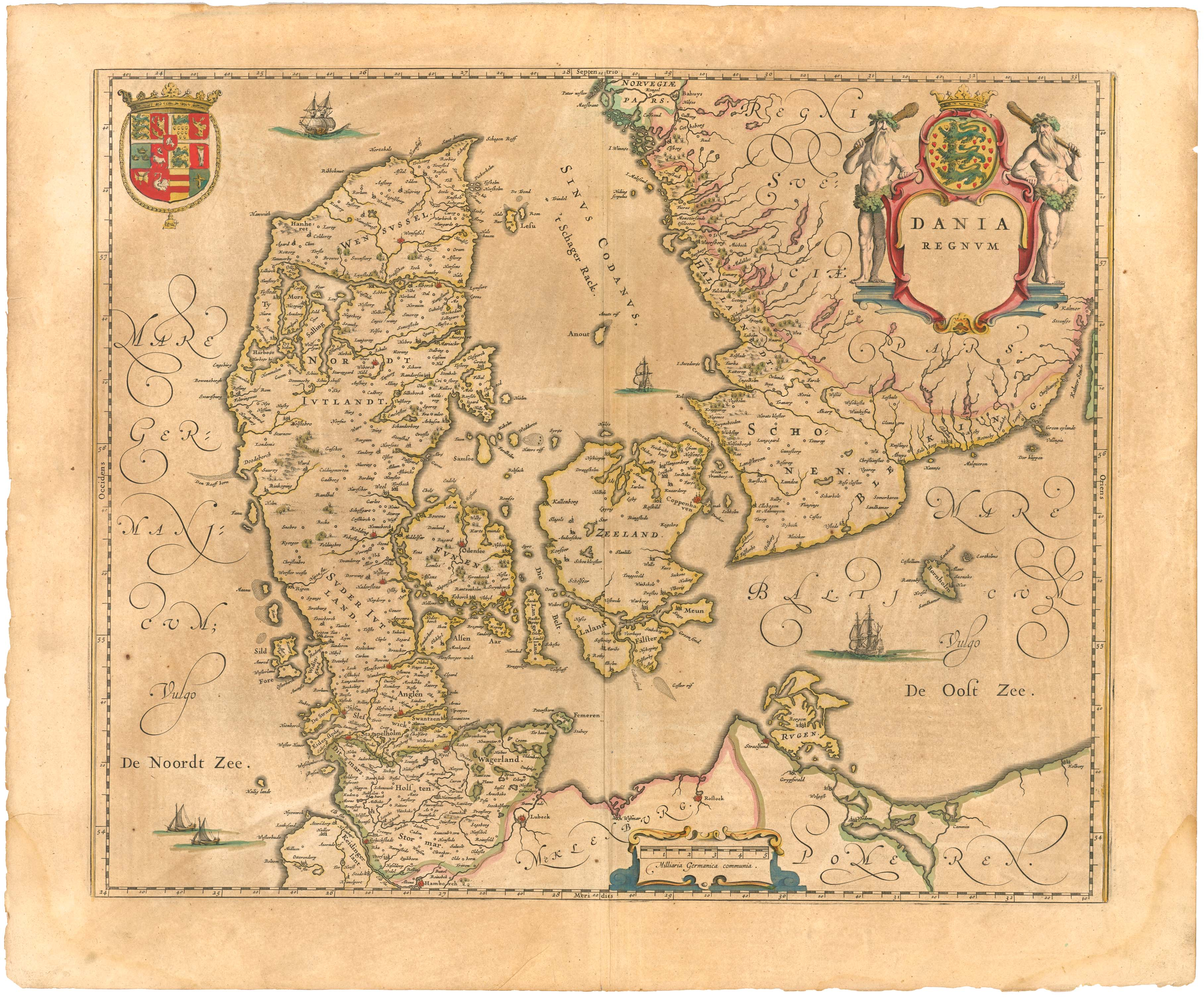
På en mindre korrekt karta från 1640 markeras bukten/sundet här overkligt smalt.
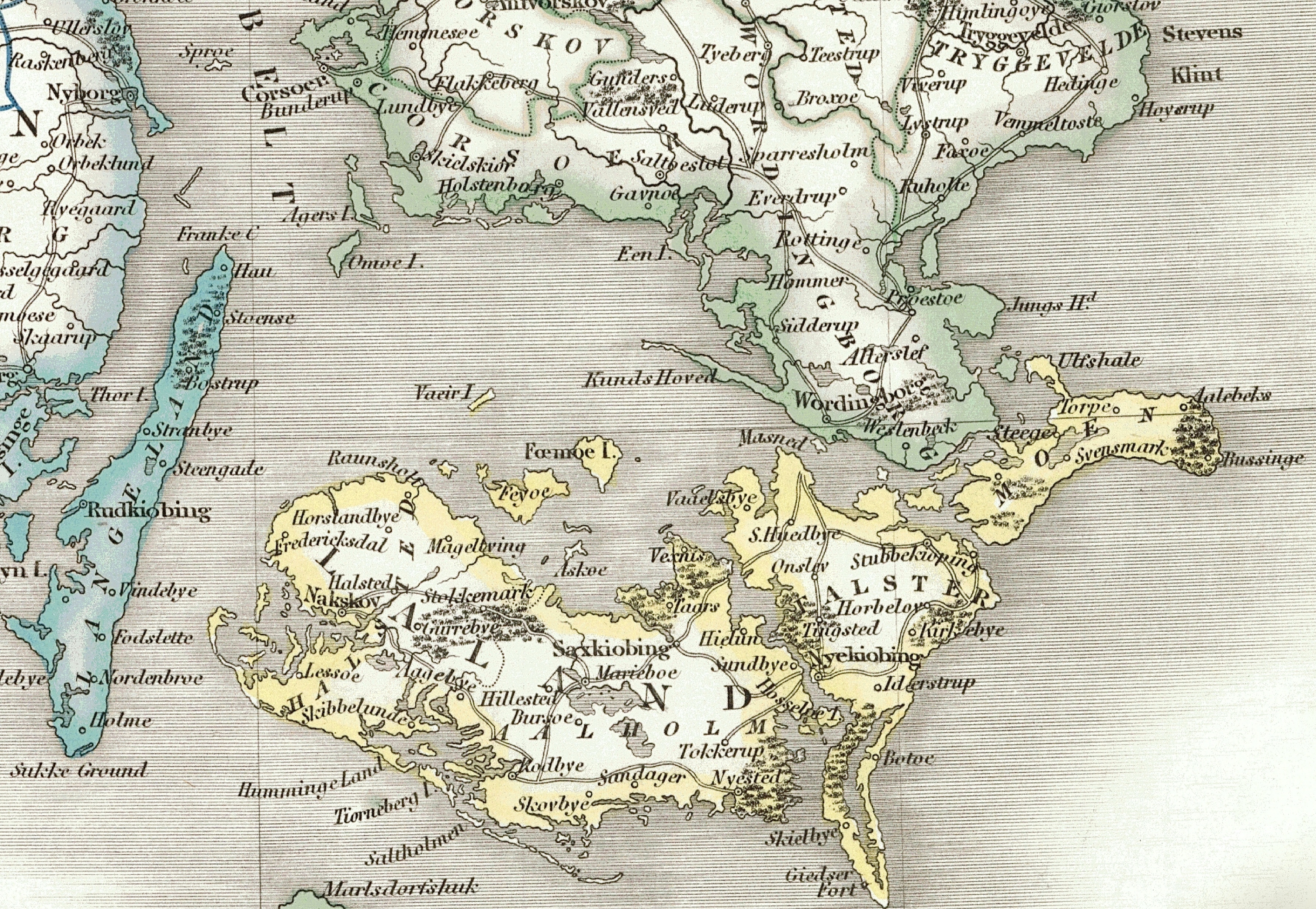
Engelsk karta från 1830 med sundet och omgivande öar.
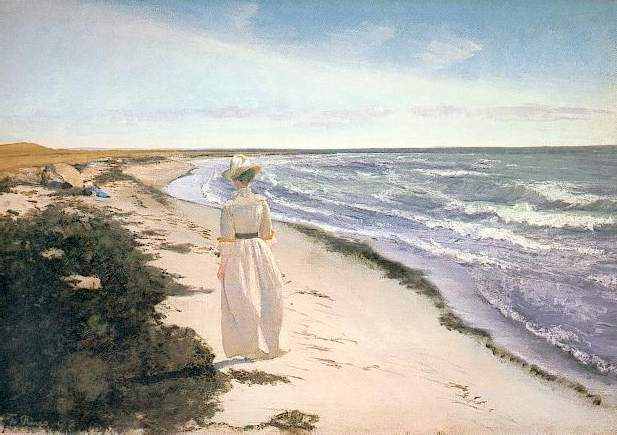
L.A. Rings Dame ved Karrebæksminde Strand från 1898
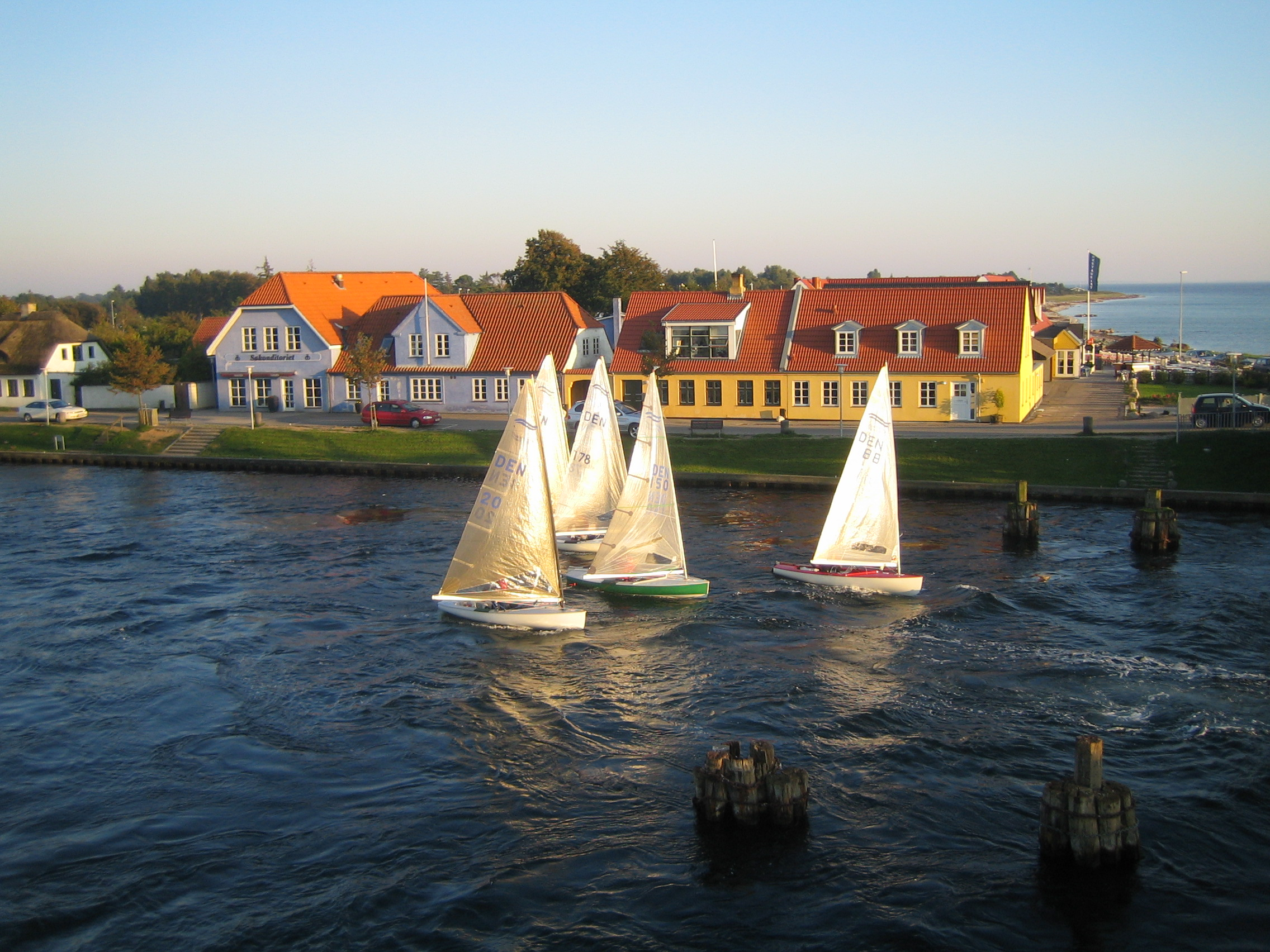
Smålandsfarvandet används för segling.
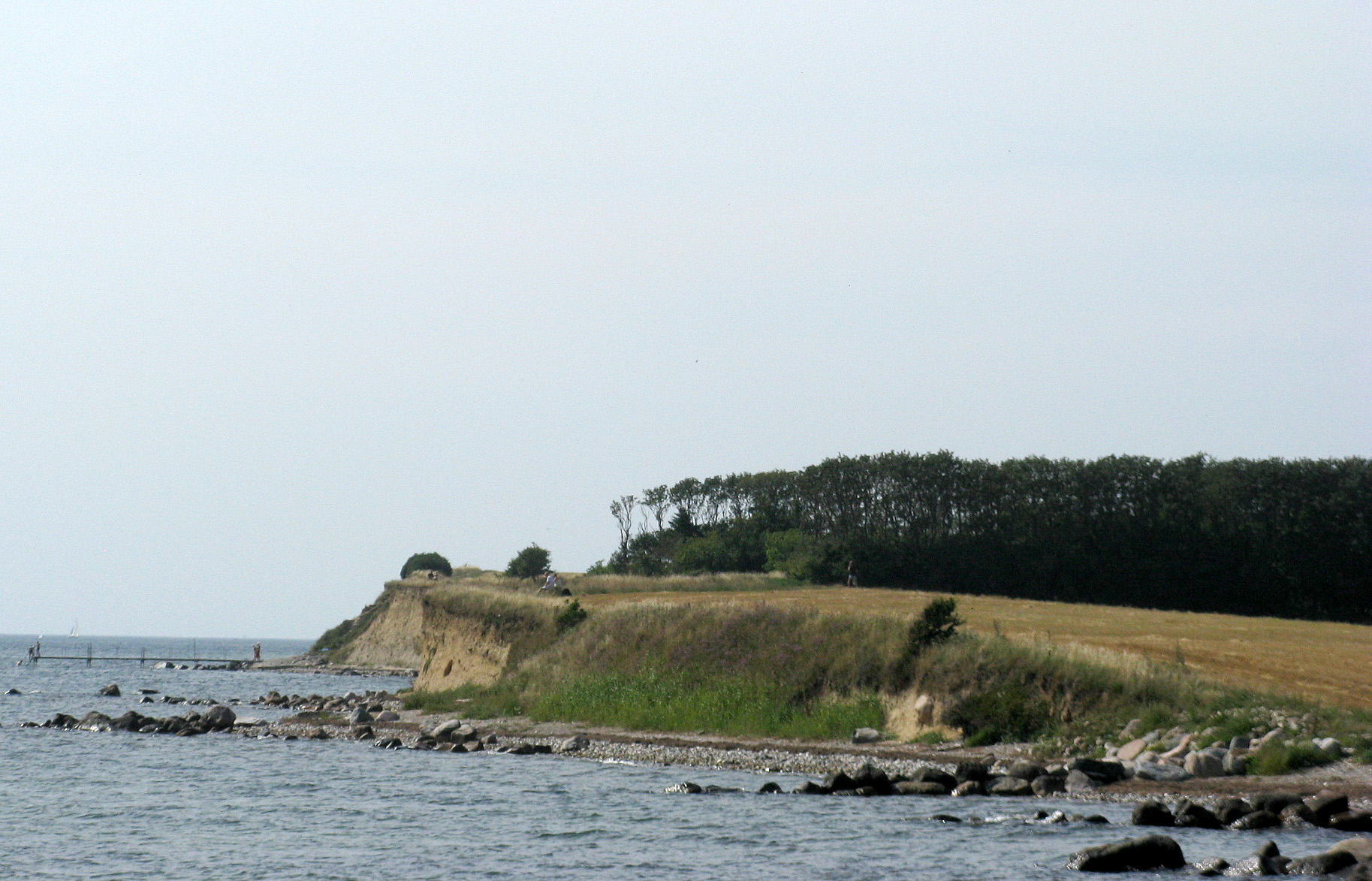
Vid Enø i norr äter havet sig in i kusten.